# PGC 213765
LEDA/PGC 213765 ist eine Galaxie im Sternbild Löwe auf der Ekliptik, die schätzungsweise 406 Millionen Lichtjahre von der Milchstraße entfernt ist. Vermutlich bildet sie gemeinsam mit NGC 3473, NGC 3474 und PGC 3763612 ein gravitativ gebundenes System. Im selben Himmelsareal befinden sich u. a. die Galaxien NGC 3454, NGC 3455, NGC 3487, IC 656.